# Aras Özbiliz
Aras Özbiliz (Bakırköy, 9 marzo 1990) è un ex calciatore olandese naturalizzato armeno, di ruolo attaccante.

## Biografia
Possiede anche il passaporto turco e quello olandese. Di ascendenze armene, dopo aver rifiutato di giocare per la nativa Turchia, ha ricevuto la nazionalità armena il 4 ottobre 2011. Lo stesso giorno ha deciso di giocare per la nazionale armena.

## Carriera

### Club
Cresciuto nelle giovanili dell'Ajax allenate da Frank de Boer, debutta in prima squadra il 28 novembre 2010 contro il VVV-Venlo. Nella seconda parte di stagione il nuovo allenatore è proprio De Boer che lo fa giocare con più continuità. Segna la sua prima rete con i lancieri il 3 aprile 2011 nella sfida finta per 3-0 contro l'Heracles Almelo.
Il 15 maggio vince l'Eredivisie nello scontro diretto vinto per 3-1 contro il Twente.
Dopo tanta panchina, torna a giocare da titolare in Coppa d'Olanda in Noordwijk-Ajax 1-3 il 24 settembre seguente.
Segna il suo primo gol nelle coppe europee il 23 febbraio 2012 nella vittoria esterna per 1-2 contro il Manchester United, gara valida per il ritorno dei sedicesimi di Europa League. Segna il suo secondo gol nel campionato olandese il 26 febbraio nel 1-4 esterno all'Excelsior Rotterdam.
Il 2 maggio seguente vince la sua seconda Eredivisie consecutiva con l'Ajax concludendo la stagione con 16 presenze e 2 gol in totale.
Nella sessione estiva del calciomercato passa al Kuban Krasnodar, club russo, per 3 milioni di euro.

### Nazionale
Nell'agosto 2011 viene convocato dall'allenatore dei Paesi Bassi Under-21, Cor Pot, in vista dell'amichevole da disputare contro i pari età della Svezia, tuttavia non esordì.
Ad ottobre 2011, invece, ha ricevuto la sua prima convocazione per l'Armenia in vista delle partite da disputare contro Macedonia e Irlanda, valide per le qualificazioni ad Euro 2012; anche in questo caso non è riuscito ad esordire a causa di infortuni.

## Palmarès

### Club

#### Competizioni nazionali
- Campionato olandese: 2

Ajax: 2010-2011, 2011-2012
- Campionato turco: 1

Beşiktaş: 2016-2017
- Campionato armeno: 1

Urartu: 2022-2023
- Coppa d'Armenia: 1

Urartu: 2022-2023